# Kirill moszkvai pátriárka
Kirill pátriárka (orosz ábécé: Патриарх Кирилл ; Leningrád, 1946. november 20. –), polgári nevén Vlagyimir Mihajlovics Gungyajev (Владимир Михайлович Гундяев) orosz ortodox püspök, 1984 decembere óta Szmolenszk és Kalinyingrád metropolitája, 1989 novembere óta a Moszkvai Patriarchátus Egyház Külkapcsolatok részlegének elnöke, a Szent Szinódus állandó tagja, Moszkva és egész Oroszország pátriárkája.
II. Alekszij moszkvai pátriárka 2008. december 6-i halála óta a Patriarchátus locum tenense, 2009. január 27-én Moszkva 16. pátriárkájává választották, ezt a posztot 2009. február 1-jétől tölti be. 2009. február 1-jei beiktatásáig hivatalos tisztje a metropolita és megválasztott pátriárka.

## Karrierje

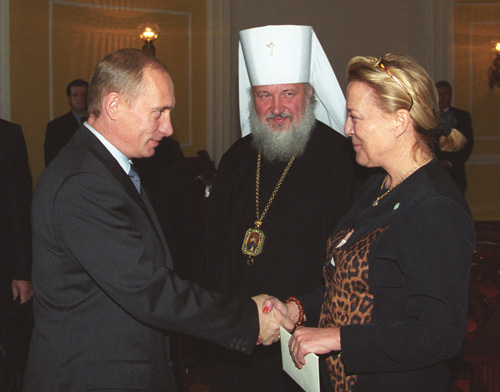
Vlagyimir Putyin, Kirill metropolita és Kszenyija Seremetyeva-Juszupova, 2001. október

Kirill erza-mordvin származású. Apja, Mihalij és nagyapja, Vaszilij is az ortodox egyház papjai voltak.
1969-ben szentelték pappá. Mikor a szemináriumban 1970-ben lediplomázott, Nikogyim leningrádi metropolita titkára lett. 1971-ben a moszkvai patriarchátusnak az Egyházak Világkongresszusába delegált tagja lett, s innentől folyamatosan fontos szerepet játszik az orosz ortodox egyház ökumenikus életében. 
1994 óta Kirill az orosz ORT televízió egyes csatornáján heti egy alkalommal orosz ortodox vallási műsort vezetett.

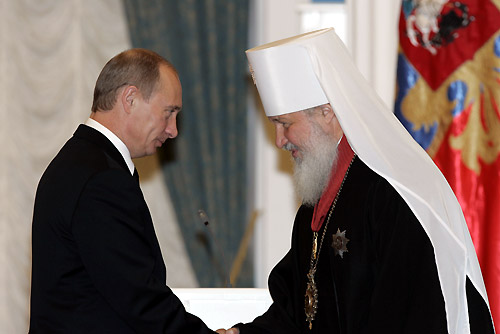
Kirill metropolitát 2006. december 22-én az Hazáért Érdemrend II. fokozatával tünteti ki Vlagyimir Putyin orosz államfő.

Az egyház konzervatív szárnya az 1990-es években folyamatosan kritizálta ökumenikus tevékenysége miatt. 2008-ban Diomid, Anadir és Csukotka konzervatív püspöke nyíltan hibáztatta a római katolikus egyházzal fenntartott kapcsolatai miatt. Mindezek ellenére Kirill metropolita egy 2009 elején kiadott közleményében azt állítja, hogy a római katolikus egyházzal nem állapodik meg semmilyen, doktrínákat érintő kérdésben, és a köztük folyó tárgyalásoknak nem célja az egységesítés.
II. Alekszij temetésén, amit az orosz állami televízió is közvetített a Megváltó Krisztus-székesegyházból, Kirill a szertartás alatt elájult.

## Társadalmi szerepvállalása és kritikája
Az 1990-es évektől Kirillt azzal vádolták, hogy közeli kapcsolatban állt a KGB-vel, s az állam érdekeit az egyházéi elé helyezte. Állítólagos KGB-s fedőneve „Mihajlov” volt. 2023-ban a svájci hatóságok olyan dokumentumokat oldottak fel a titkosítás alól, amelyek megerősítik ezt az információt. Eszerint Kirill feladata az Egyházak Világtanácsának befolyásolása volt.
A Kommerszant és a Moszkovszkij Komszomolec lapok azzal vádolták Kirillt, hogy visszaélt az egyház részére biztosított vámmentes dohányimport lehetőségével, s ebből saját részére nyereséget termelt. (Ezt a jogot az egyház az 1990-es évek közepén nyerte el.) Gyakran nevezik a dohánymetropolitának. Állítólag az Egyházi Külkapcsolatok Irodája lett Oroszországban a külföldi cigaretták legnagyobb importőre. 2004-ben Kirill személyes vagyonát Nyikolaj Mitrohin, a Moszkvai Orosz Állami Társadalomtudományi Egyetem vallásszociológusa 1,5, míg 2006-ban a Moscow News 4 milliárd dollárra becsülte. Nathaniel Davis professzor azonban a következőket jegyezte meg: „…nincs arra bizonyíték, hogy Kirill metropolita alapokat sikkasztott volna el. A cigaretta- és dohánycsempészésből származó bevétel azonban sokkal hihetőbb, mivel az egyháznak sürgős finanszírozási forrás után kellett néznie. A cigaretta vámmentes importja 1997-ben ért véget. Az Izvesztyijában megjelent egyik cikkében Kirill tagadta, hogy személyes érdekek fűznék a fentebb említett ügyletekhez, és az ellene intézett támadást rendesen megszervezett politikai utasításnak nevezte.
2008. októberi latin-amerikai körútja során találkozott Kuba kommunista pártjának főtitkárával, Fidel Castróval, aki úgy jellemezte Kirillt, mint az amerikai imperializmus megdöntésében szövetségese. II. Alekszij pátriárka nevében Kirill kitüntette Fidel Castrót és testvérét, Raúl Castrót, mivel felépítették Havannában az első ortodox templomot, hogy a kivándorolt oroszok ott tudjanak imádkozni.

### Putyinnal való kapcsolata
Kirill pátriárka Vlagyimir Putyin elnök régi szövetségese.  Kulturális és szociális ügyekben a Kirill vezette ortodox egyház szorosan együttműködik a Putyin elnök vezette orosz állammal. A putyini hatalommal való jó kapcsolatnak tudták be Kirill és az ortodox egyház meggazdagodását is, amit Putyin valós és Kirill feltételezett KGB-s múltjával is magyaráztak.

### Krím
A pátriárka támogatta az orosz állam kiterjesztését a Krím félszigetre és Kelet-Ukrajnára. Annak ellenére, hogy a „béke gyors helyreállítására” szólított fel, Moszkva ukrajnai ellenfeleit „gonosz erőkként” emlegette és kijelentette: „nem engedhetjük meg, hogy sötét és ellenséges erők nevessenek rajtunk.” 

### A 2022-es orosz invázió támogatása
Kirill helyesli az orosz inváziót, és megáldotta az ukrajnai területen harcoló orosz katonákat.
2022. március 6-án a Megváltó Krisztus-templomban tartott liturgián megindokolta Oroszország Ukrajna elleni támadását, és kijelentette, hogy Donbász mellé kell állni, ahol, mint mondta, egy 8 éves, Ukrajna által elkövetett „népirtás” volt folyamatban.
2022. március 9-én, a liturgia után kijelentette, hogy Oroszországnak joga van erőszakot alkalmazni Ukrajnával szemben.
Az Egyházak Világtanácsának (WCC) 2022 márciusában küldött levelében Kirill a NATO-bővítéssel, az oroszok és nyelvük védelmével és az Ukrán Ortodox Egyház létrehozásával indokolta az Ukrajna elleni támadást.
Ferenc pápával is összekülönbözött, miután a pápa hiába kérte tőle a háború elítélését, ehelyett nagyrészt az orosz kormány közleményét mondta vissza, amit a szent atya azzal bírált, hogy „a feladatuk nem az, hogy a politikusok nyelvén szóljanak, hanem az, hogy közvetítsék Jézus igéjét.”
A háború miatt meghozott uniós orosz kőolajembargót a magyar kormány amiatt vétózta meg másodjára, mert az Unió szankciós listájára Kirill is felkerült, amit az Orbán-kormány a „vallásszabadság korlátozásaként” értelmezett, ami szerinte „szent és sérthetetlen”. A vétó miatt Kirill lekerült a szankciós listáról. A magyar kormány Kirillt védő lépése számos kritikát vont maga után. Kirill Orbán Viktor 60. születésnapján közleményben tudatta, hogy a Dicsőség és becsület rend I. fokozatában részesíti a miniszterelnököt.
2023. június 8-án adták hírül, hogy 11 ukrán oldalon harcoló kárpátaljai származású hadifogoly Oroszországról Magyarországra történő kiadatásában Kirill és az Orosz ortodox egyház működött közre. A tisztázatlan hátterű átadás nagy diplomáciai vihart kavart, miután az ukrán felet nem értesítették az esetről.

## Fordítás
- Ez a szócikk részben vagy egészben  a   Kirill I of Moscow című angol Wikipédia-szócikk ezen változatának fordításán alapul.  Az eredeti cikk szerkesztőit annak laptörténete sorolja fel. Ez a jelzés csupán a megfogalmazás eredetét és a szerzői jogokat jelzi, nem szolgál a cikkben szereplő információk forrásmegjelöléseként.